# Blue Orchid
Blue Orchid è una canzone dei White Stripes del 2005, pubblicata come primo singolo dall'album Get Behind Me Satan il 30 maggio 2005 per l'etichetta XL Recordings. Il sound che la caratterizza è grezzo, con forte contaminazione Blues e ritmo lento e piuttosto pesante alla Black Sabbath: questo la identifica come esempio dello Stoner rock.

## Tracce
CD
1. "Blue Orchid
2. "Who's a Big Baby?"
3. "Though I Hear You Calling, I Will Not Answer"
4. "You've Got Her In Your Pocket" (live)

7"
1. "Blue Orchid"
2. "The Nurse"